# Hydrovatus sinister
Hydrovatus sinister är en skalbaggsart som beskrevs av Sharp 1890. Hydrovatus sinister ingår i släktet Hydrovatus och familjen dykare. Inga underarter finns listade i Catalogue of Life.